# Rue du Renard (Rouen)
Pour les articles homonymes, voir Rue du Renard.
La rue du Renard est la voie la plus longue de commune française de  Rouen.

## Situation et accès
Longue de 2 200 mètres, elle est située rive droite, entre la rue Saint-Gervais, près de la place Cauchoise et le boulevard Jean-Jaurès. Cette voie est en sens unique du croisement avec la rue Stanislas-Girardin jusqu'à son extrémité rue Saint-Gervais. Elle longe sur une section la voie de chemin de fer Rouen-Le Havre.
Rues adjacentes d'Est en Ouest
- Impasse du Renard
- Rue de Buffon
- Rue de Lecat
- Rue Jean-Revel
- Rue Achille-Flaubert
- Rue Henry-Barbet
- Rue des Forgettes
- Rue du Chouquet
- Rue Coulon
- Rue Louis-Braille
- Rue du Framboisier
- Rue Stanislas-Girardin
- Rue Colette-Yver
- Rue Guillaume-d'Estouteville
- Rue de la Carue
- Rue Moïse
- Rue Binet
- Rue Saint-Filleul

## Origine du nom
La rue du Renard porte le nom d’une ancienne enseigne.

## Historique
Cette rue s'est appelée « rue de Lomer » et « sente d'Yonville » ou encore  « rue d'Ionville » avant de prendre sa dénomination actuelle.
Elle est endommagée par des bombardements du 25 au 27 août 1944.

## Bâtiments remarquables et lieux de mémoire
- Voltaire y a vécu et y écrivit les Lettres philosophiques[4].
- no 16 : Jean-Claude Dreyfus (1916-1995) y est né.
- no 18 : Marcel Delaunay (1876-1959) y est né.
- no 29 : Edward Montier (1870-1954) y a habité.
- no 52 : Valérius Leteurtre (1837-1905) y a habité.
- no 100-101 : Fondation Lamauve
- no 134 : Jean-Baptiste Curmer (1782-1870) y a vécu et y est mort. Monique Brossard-Le Grand (1927-2016) y a habité.
- no 233 : Maison due à l'architecte Georges-Louis Goupillières
- no 237 : Atelier du graveur Narcisse-Alexandre Buquet

### Espaces et édifices publics
- Parc Achille-Lefort (3 500 m2)
- École maternelle Achille-Lefort
- Crèche Pain-d'épices
- Centre de loisirs Achille-Lefort